# Dymacz (Piotrków Trybunalski)
Dymacz – dawna wieś, od 1977 w granicach miasta Piotrków Trybunalski. Leży w północnej części miasta, wzdłuż zachodniej sekcji ulicy Kasztelańskiej.

## Historia
Dymacz to dawniej samodzielna miejscowość, od 1867 w gminie Szydłów w powiecie piotrkowskim w guberni piotrkowskiej. Od 1919 w woj. łódzkim. Tam 19 października 1933 utworzono gromadę o nazwie Daszówka  w gminie Szydłów, składającej się z kolonii Byki, kolonii Daszówka i kolonii Dymacz.
Podczas II wojny światowej miejscowość włączono do Generalnego Gubernatorstwa (dystrykt radomski, powiat Petrikau), nadal w gminie Szydłów. W 1943 roku liczba mieszkańców Dorfgemeinde Daszówka wynosiła 351.
Po wojnie ponownie w województwie łódzkim i powiecie piotrkowskim, nadal jako składowa gromady Daszówka, jednej z 29 gromad gminy Szydłów. W związku z reorganizacją administracji wiejskiej jesienią 1954, miejscowość weszła w skład nowej gromady Jarosty.
Od 1 stycznia 1973 w nowo utworzonej gminie Piotrków Trybunalski w powiecie piotrkowskim. W latach 1975–1987 miejscowość należała administracyjnie do województwa piotrkowskiego.
1 lutego 1977 gminę Piotrków Trybunalski zniesiono, a Dymacz włączono do Piotrkowa Trybunalskiego.